# Cymbeline
Cymbeline /ˈsɪmbliːn/, cunoscută și ca  Cymbeline, Regele Britaniei, este o piesă de teatru de William Shakespeare plasată temporal în en  Britania antică, bazată pe legenda despre un rege celtic timpuriu al Britaniei, cunoscut sub numele de Cunobeline.
Deși inițial clasificată ca tragedie în celebra ediție First Folio, critici moderni clasifică piesa Cymbeline ca una din ultimele piese de tip romantic ale Bardului sau chiar o comedie. Precum Othello și Poveste de iarnă (în original, The Winter's Tale), piesa tratează temele inocenței și geloziei, pe fundalul existenței unor personaje cu minți criminale, care complotează pentru a ucide. 
Deși data exactă a scrierii nu poate fi cunoscută, piesa a fost foarte probabil scrisă în jur de 1611. Conform a ceea ce se știe azi, după mai mulți critici ai operei lui Shakespeare, Cymbeline, Poveste de iarnă și Furtuna, toate trei scrise în scurta perioadă 1610 - 1611, sunt ultimele trei piese pe care Marele Bard le-a scris singur, iar anul 1611 este ultimul an în care creației sale i se poate atribui unicitatea gândirii sale.

## Personaje

### În Britania
Lista personajelor din piesa Cymbeline este, conform paginii web Shakespeare la MIT 
- Cymbeline – Regele Britaniei
- Regina (Queen) - A doua soție a lui Cymbeline
- Imogen/Innogen[4] – Fata lui Cymbeline din prima sa căsătorie, deghizată ca pajul Fidele
- Posthumus Leonatus – Soțul Innogenei/Imogenei
- Cloten – Fiul Reginei dintr-o căsătorie anterioară
- Belarius – un lord proscris, trăind sub numele de Morgan
- Guiderius – Fiul lui Cymbeline, răpit de Belarius și crescut de fiul său Polydore
- Arvirargus – Fiul lui Cymbeline, răpit de Belarius și crescut de fiul său Cadwal
- Pisanio – Servitorul lui Posthumus
- Cornelius – doctorul curții regale
- Helen – doamnă din anturajul lui Imogen
- Doi lorzi din anturajul lui Cloten
- Doi domni
- Doi gardieni de închisoare
- Doi căpitani

### La Roma
- Philario – Gazda lui Posthumus în Roma
- Iachimo/Giacomo[4] – Prietenul lui Philario
- Doi domni francezi
- Doi domni olandezi
- Un domn spaniol
- Caius Lucius – ambasador roman și apoi ambasador
- Doi senatori romani
- Tribuni romani
- Un căpitan roman
- Philharmonus – soothsayer

### Apariții
- Jupiter – Zeul suprem în mitologia romană
- Sicilius Leonatus – Tatăl lui Posthumus
- Mama lui Posthumus
- Cei doi frați ai lui Posthumus

## Acțiunea piesei

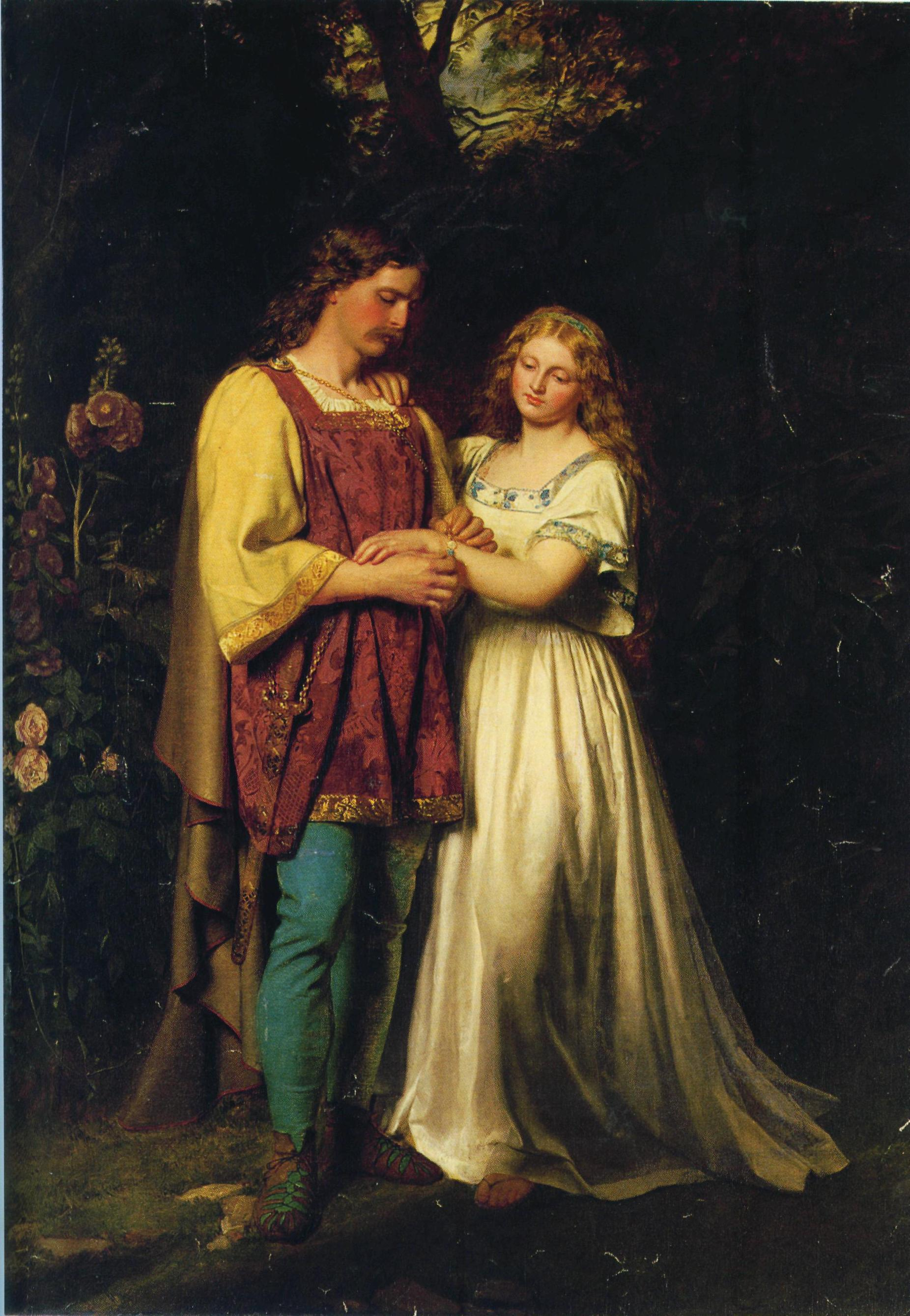
Posthumus și Imogen de John Faed

Cymbeline, regele Britaniei, vasal al Imperiului Roman, avusese cândva doi fii, Guiderius și Arvirargus, dar un trădător exilat, Belarius, îi răpise pe amândoi, lăsându-l pe Rege cu doar un copil, Imogen.
Cymbeline descoperă, în începutul piesei, că singurul său copil pe care îl mai are, fata sa, Imogen (ori Innogen), se căsătorise în secret cu iubitul ei, Posthumus Leonatus, de fapt un om onorabil, un curtean din anturajul regelui Cymbeline. Cei doi iubiți și soți schimbaseră deja bijuterii pentru reafirmarea dragostei lor, Imogen având acum o brățară iar Posthumus un inel. Furios, Cymbeline refuză și ignoră căsătoria, îl pedepsește pe Posthumus, alungându-l, din moment ce Imogen, ca unicul copil al lui Cymbeline, va trebui să „producă” un moștenitor la tron, care să fie din sânge albastru, pentru a fi succesor la tronul britanic. 
Între timp, a doua soție a lui Cymbeline, Regina (Cymbeline's Queen) conspiră pentru a putea face ca personajul Cloten, groaznic de arogantul său fiu, rezultat dintr-o căsătorie anterioară, să se poată căsători cu Imogen, pentru a-i asigura acestuia accesul la tron și pentru o viitoare linie succesorală. Tot această diabolică Regină, al cărui nume nu este cunoscut, plănuiește ca ulterior să ucidă atât pe Imogen cât și pe tatăl său, Regele Cymbeline. Va încerca să-i otrăvească pe ambii, tată și fiică, cu otravă procurată de la doctorul Curții Regale, Cornelius, care, suspicios, substituie otrava cu o porție de somnifer inofensiv. Regina cea rea distribuie presupusa „otravă” lui Pisanio, credinciosul servitor al celor doi iubiți și soți, Posthumus și Imogen, care este făcut să creadă că este un medicament. În același timp, fiindu-i interzis să-l vadă pe Posthumus, Imogen se închide în iatacul său, departe de avansurile agresive ale detestatului Cloten. 

## Reprezentații, actori faimoși

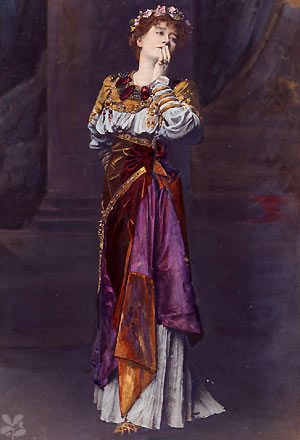
Dame Ellen Terry interpretând eroina Imogen din piesa Cymbeline a lui Shakespeare;
Autoare, Lawrence Alma-Tadema (1836-1912)